# 2015年7月

## 7月1日
- 美國宣布與古巴將在對方首都互設大使館，為恢復1961年斷絕前的外交關係[1]。
- 伊斯蘭國埃及分支在西奈半島針對軍隊和警察發動多次襲擊，至少64名士兵及超過100名武裝分子喪生。[2]
- 疑似博科聖地武裝分子於6月30日及7月1日在尼日利亞博爾諾州襲擊了3條村，共殺死145名平民。[3]
- 中國全國人大常委會通過《中華人民共和國國家安全法》。

## 7月2日
- 英國BP公司與美國司法部及美國南部五個州達成協議，該公司同意為2010年墨西哥灣漏油事故賠償187億美元，分18年支付；該協議仍需得到美國法院批准方可落實。[4]

## 7月3日
- 陽光動力號於夏威夷時間早上5:55分成功降落Kalaeloa機場（英语：Kalaeloa Airport），以4天21小時52分完成從日本名古屋到美國夏威夷7,212公里的航程[5]。

## 7月5日
- 2015年希臘紓困公投進行投票[6]，超過60%的民眾反對接受歐盟執委會、歐洲中央銀行與國際貨幣基金組織提出的紓困方案[7]。

## 7月10日
- 中國政府開始大規模針對各省市的維權人士與律師進行逮捕、傳喚、刑事拘留[8]，總人數達到上百人[9]。

## 7月11日
- 日本电玩公司任天堂社长岩田聪因胆管肿瘤病逝，享年55岁。[10]

## 7月12日
- 被稱為「墨西哥本·拉登」的墨西哥毒販华金·古兹曼·洛埃拉在被捕一年後再次成功越獄。[11]

## 7月13日
- 歐元區各國領袖與希臘對第三次財政救助達成協議，希臘暫時避免退出歐元區[12]。
- LHCb實驗的科學家宣佈發現五夸克態粒子。[13][14]

## 7月14日
- 伊朗與美、英、法、中、俄、德六國就伊朗核问题談判達成協議。[15]
- 無人太空船新视野号抵達冥王星附近，並拍得至今為止最清晰的冥王星照片。[16]

## 7月15日
- 德國法院判處二戰時擔任奧斯威辛集中營衛兵的奧斯卡·格勒寧四年有期徒刑[17]。

## 7月16日
- 希臘國債危機：在希臘國會同意實施撙節方案以換取歐元區提供的經濟援助後[18]，歐元區國家財政部長同意對希臘提供70億歐元貸款，以維持該國金融運作[19]。
- 一名於科威特出生的美國穆斯林男子在田納西州槍殺4名海軍陸戰隊士兵後被擊斃。[20]

## 7月17日

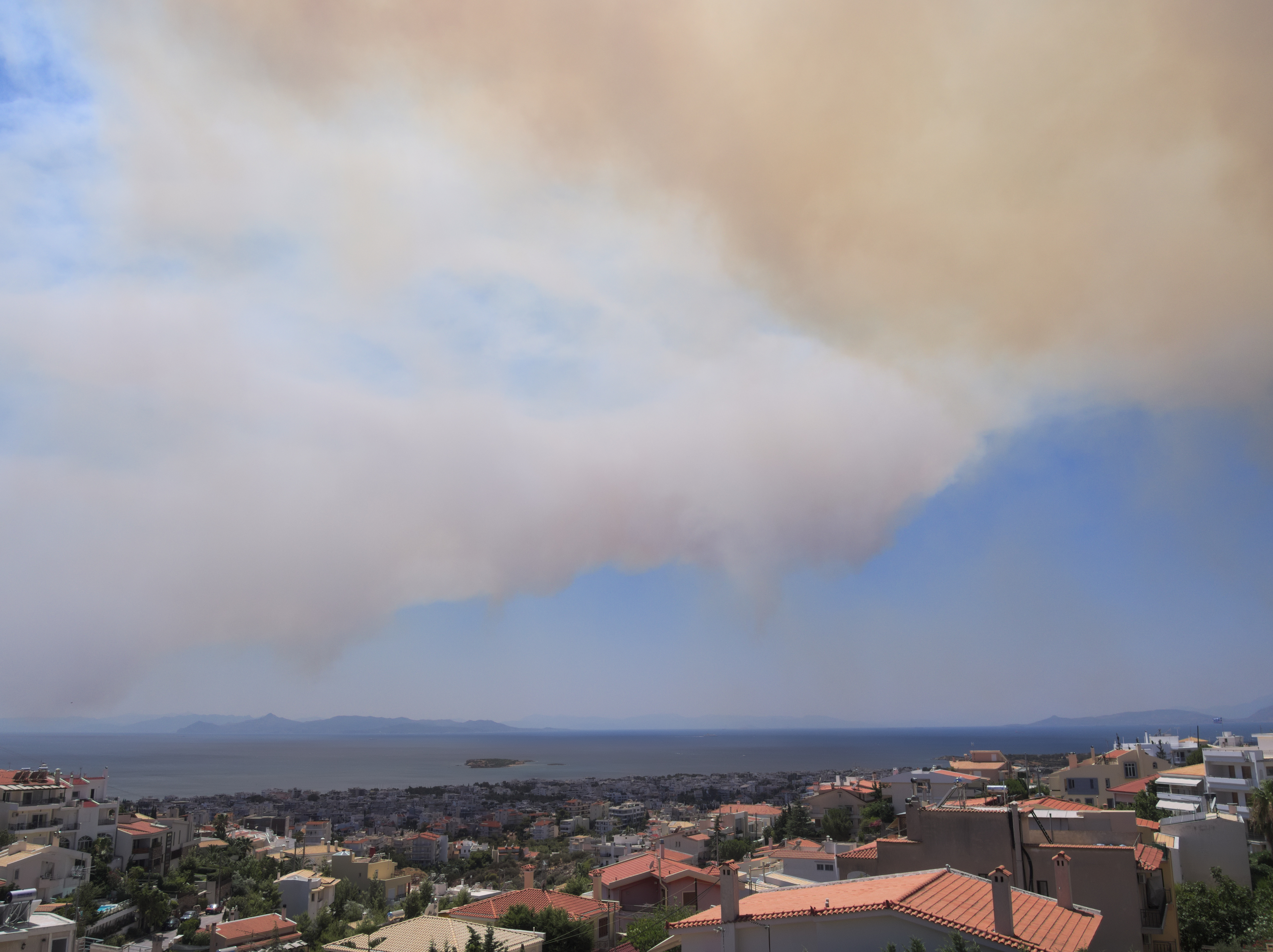
2015年7月17日，在希臘發生森林大火，濃煙遠至萨罗尼科斯湾處亦可見。

- 伊拉克迪亚拉省以什葉派為主的城鎮坎巴尼薩德發生汽車炸彈爆炸，至少120人喪生，伊斯蘭國承認是其所為。[21]

## 7月19日
- 2016年中華民國總統選舉：中國國民黨第19次全國代表大會第3次會議正式提名台灣立法院副院長洪秀柱參選2016中華民國總統。[22]

## 7月20日
- 古巴與美國自零時起，兩國正式恢復邦交，两国在对方的利益代表处升格为大使馆[23]。

## 7月21日
- 日本東芝公司因爆發虛報利潤的會計醜聞，社長已請辭下台[24]。

## 7月22日
- 缅甸克欽邦的法院判處150名來自中国的非法伐木工人20年有期徒刑，另外2名未成年人各被判10年徒刑。[25]
- 法國蘭斯有數名穆斯林女子在公園毆打一名穿比堅尼泳衣的女子，認為她衣着太暴露。事件引起民眾發起集會及網上聲援，支持女性在公眾地方穿比堅尼的權利。雖然公眾質疑此次襲擊涉及宗教因素，不過法國警方宣稱事件與宗教無關。[26][27]

## 7月23日
- 《日本經濟新聞》以1600億日圓的價格收購英國《金融時報》[28]。
- 美國太空總署宣佈在距離地球1400光年以外發現一顆被認為是類似地球的行星克卜勒452b。[29]

## 7月24日
- 沙特阿拉伯領導的聯軍空襲也門摩卡，一間發電廠附近的民居被炸中，至少120人喪生。[30]
- 土耳其發起名為「亞爾欽烈士行動」的軍事行動，出動戰機攻擊敘利亞的伊斯蘭國目標及伊拉克北部的庫爾德工人黨目標。[31]有評論認為土耳其打擊伊斯蘭國的行動只是裝模作樣，真正要鏟除的是庫爾德工人黨。[31][32]

## 7月28日
- 約2000名偷渡者凌晨聚集在英法海底隧道的法國入口，試圖闖入隧道偷渡進入英國，導致列車服務嚴重受阻。[33]
- 敘利亞庫爾德族武裝與政府軍聯手從伊斯蘭國手上收復哈塞克。在當地歷時一個月的戰鬥中，至少287名伊斯蘭國武裝分子、約120名政府軍和親政府民兵及數十名庫族戰士陣亡。[34]

## 7月29日
- 法屬留尼旺發現疑似屬於馬來西亞航空370號班機的部分機翼殘骸。[35]
- 日本藝術家會田誠向法新社披露，他在東京當代藝術博物館展示的一件影像裝置作品因諷刺日本首相安倍晉三的歷史觀而慘遭館方以「兒童不宜」為由要求撤下，他質疑此事牽涉「政治因素」。這件影像裝置作品是會田誠「扮演」安倍晉三，用蹩腳的英語向中國、韓國以及其他遭受日本侵略的亞洲國家「真誠道歉」：「我們開始效仿其他列強，對……周邊國家實行殖民統治、發動侵略戰爭」，「我們凌辱、傷害、殺害了許多人……我很抱歉！」[36]

## 7月30日
- 緬甸總統登盛簽署特赦令，釋放近7000名囚犯，包括早前被判刑的155名來自中國的非法伐木工人。[37]
- 中共中央軍委前副主席郭伯雄因涉嫌受賄犯罪而被中國共產黨開除黨籍，移交最高人民檢察院授權軍事檢察機關依法處理。[38]
- 數百名參與反高中課綱微調運動的群眾聚集於中華民國教育部，提出包含「立法委員連署廢除課綱」在內的數項訴求。[39]

## 7月31日
- 经过投票，2015年7月31日在馬來西亞首都吉隆坡舉行的第128屆國際奧委會全體會議上宣布2022年冬季奥林匹克运动会由北京主辦、2020年冬季青年奥林匹克运动会由瑞士洛桑举办。因此，北京将成为全球第一个既举办过夏季奥运会，又举办过冬季奥运会的城市。[40]